# Xenofrea
Xenofrea är ett släkte av skalbaggar. Xenofrea ingår i familjen långhorningar.

## Dottertaxa tillXenofrea, i alfabetisk ordning[1]
- Xenofrea albofasciata
- Xenofrea anomala
- Xenofrea anoreina
- Xenofrea apicalis
- Xenofrea aragua
- Xenofrea arcifera
- Xenofrea areolata
- Xenofrea basitriangularis
- Xenofrea berkovi
- Xenofrea bicincta
- Xenofrea camixaima
- Xenofrea cretacea
- Xenofrea dechambrei
- Xenofrea durantoni
- Xenofrea enriquezae
- Xenofrea exotica
- Xenofrea favus
- Xenofrea fractanulis
- Xenofrea fulgida
- Xenofrea griseocincta
- Xenofrea guttata
- Xenofrea hovorei
- Xenofrea inermis
- Xenofrea larrei
- Xenofrea lineatipennis
- Xenofrea lupa
- Xenofrea magdalenae
- Xenofrea mariahelenae
- Xenofrea martinsi
- Xenofrea mascara
- Xenofrea monnei
- Xenofrea morvanae
- Xenofrea murina
- Xenofrea nana
- Xenofrea obscura
- Xenofrea ocellata
- Xenofrea picta
- Xenofrea proxima
- Xenofrea pseudomurina
- Xenofrea puma
- Xenofrea punctata
- Xenofrea rogueti
- Xenofrea seabrai
- Xenofrea senecauxi
- Xenofrea soukai
- Xenofrea trigonalis
- Xenofrea zonata